# یواس‌اس بریسک (پی‌جی-۸۹)
یواس‌اس بریسک (پی‌جی-۸۹) (به انگلیسی: USS Brisk (PG-89)) یک کشتی بود که طول آن ۲۰۵ فوت (۶۲ متر) بود. این کشتی در سال ۱۹۴۲ ساخته شد.